# أربعة أيام عمل في الأسبوع
أربعة أيام عمل في الأسبوع هو ترتيب يعمل فيه الموظفون أو الطلاب في مكان العمل أو مؤسسة التعليم أو الجامعة على مدار أربعة أيام في الأسبوع بدلا من الخمسة الأكثر شيوعا. يمكن أن يكون هذا الترتيب جزءا من ساعات العمل المرنة ويُستخدم أحيانا لتقليل التكاليف.
لقد ازدادت حركة أسبوع العمل المكون من أربعة أيام بشكل كبير في السنوات الأخيرة حيث زاد عدد الشركات والمنظمات في جميع أنحاء العالم التي تجرب وتنتقل بشكل دائم إلى أسبوع العمل مكوّن من أربعة أيام تقريبا بما يعادل 32 ساعة دون تخفيض الأجر للعمال. وقد تشمل معظم هذه الشركات والمنظمات العمل الذي يتم في مكاتب ووجدت أن أسبوع العمل المكوّن من أربعة أيام هو مفيد للغاية للموظفين وأصحاب العمل حيث أظهرت التجارب أنه يؤدي إلى تحقيق توازن أفضل بين العمل والحياة الشخصية وتقليل مستويات التوتر وزيادة الإنتاجية وذلك بشكل رئيسي عن طريق القضاء على الوقت المهدور. تشير الغالبية العظمى من الدراسات إلى أن أسبوع العمل المكوّن من أربعة أيام يؤدي إلى زيادة الإنتاجية وتقليل التوتر على الرغم من أن الخبراء يشككون في مدى إمكانية تطبيق هذا النظام في العمل اليدوي الزراعي حيث قد يكون هناك قليل من الوقت المهدور أو قد يتعين على العمال العمل بشكل أسرع للحفاظ على نفس مستوى الإنتاجية مما قد يزيد من مستويات التوتر ويقلل من مستويات السلامة.

## الخلفية
أسبوع العمل المكون من خمسة أيام هو معتاد ثقافيا ونتيجة للدعم النقابي في بداية القرن العشرين لتقليل أسبوع العمل المكون من ستة أيام مما أدى إلى ابتكار عطلة نهاية الأسبوع. في بداية القرن العشرين عندما تم تخفيض متوسط أسبوع العمل في الدول المتقدمة من حوالي 60 ساعة إلى 40 ساعة كان من المتوقع أن تحدث تخفيضات أخرى مع مرور الوقت. في عام 1930 قدر الاقتصادي جون ماينارد كينز أن التغير التكنولوجي وتحسينات الإنتاجية ستجعل العمل لمدة 15 ساعة في الأسبوع ممكنا خلال جيلين تقريبا. توجد أشخاص ملحوظون آخرون على مر التاريخ تنبأوا بمزيد من التخفيضات في ساعات العمل بما في ذلك الأب الأسسي للولايات المتحدة بنجامين فرانكلين وكارل ماركس والفيلسوف البريطاني جون ستيوارت ميل والكاتب جورج برنارد شو. في عام 1956 وعد نائب الرئيس الأمريكي آنذاك ريتشارد نيكسون الأمريكيين بأنهم سيضطرون فقط للعمل أربعة أيام "في المستقبل القريب".

## التنويعات
يعتقد معظم المؤيدين لأسبوع العمل المكون من أربعة أيام بضرورة وجود جدول عمل ثابت مما يؤدي إلى تقليص أيام العمل (على سبيل المثال أربعة أيام عمل بمدة 8 ساعات ليصبح المجموع 32 ساعة). ويتبع هذا النموذج المعروف بنسبة 100-80-100: 100٪ من الأجر مقابل 80٪ من الوقت مع التزام بالحفاظ على إنتاجية لا تقل عن 100٪. ومع ذلك قد قامت بعض الشركات بتطبيق أسبوع العمل المكون من أربعة أيام على أساس جدول عمل مضغوط وفي ما يُعرف بـ "أسبوع العمل 4/10" يتم توزيع الـ 40 ساعة الأسبوعية المعتادة على أربعة أيام بدلا من خمسة مما يؤدي إلى أيام عمل تستمر 10 ساعات (ومن هنا "أربعة عشرة").
يمكن اعتبار جدول العمل 9/80 وسيطا بين أسبوع العمل المضغوط المكون من أربعة أيام وأسبوع العمل المكون من خمسة أيام. في هذا النمط يتناوب العمل لمدة أربعة أيام في الأسبوع ثم يليه أسبوع عمل مكون من خمسة أيام.
يمكن أن يظهر الجدول الناتج بشكل مختلف اعتمادا على طريقة تنفيذ أسبوع العمل المكون من أربعة أيام: في بعض الحالات يصبح يوم الجمعة هو اليوم الثابت للراحة مما يمنح الموظفين ثلاثة أيام متتالية للراحة في نهاية الأسبوع. قد تقوم بعض مكاتب العمل بتقسيم يوم الراحة بين الموظفين حيث يأخذ نصفهم يوم الاثنين والنصف الآخر يأخذ يوم الجمعة. في بعض الأحيان يتم إضافة يوم الراحة في منتصف الأسبوع مثل يوم الأربعاء مما يسمح بفترة راحة في منتصف الأسبوع. وفي بعض الحالات يتغير يوم الراحة من أسبوع إلى آخر اعتمادا على أهداف الشركة وحجم العمل الحالي.
على الرغم من أنه ليس تطبيقا فعليا لأسبوع العمل المكون من أربعة أيام إلا أن بعض الشركات تشجع موظفيها على قضاء جزء من الوقت المدفوع على تجارب تتعلق بالعمل أو المشاريع الشخصية. تعد "صيغة 80/20" لشركة جوجل - والتي تشير إلى نسبة الوقت المخصص للمشاريع الأساسية والجانبية على التوالي - مثالا على مثل هذه السياسة.
وفقا لبرنامج الإذاعة "Marketplace" يمكن اعتبار أسبوع العمل المكون من أربعة أيام ظاهرة مرتبطة بالعمل الفكري. كما يشير بعض الاقتراحات إلى أن بعض وظائف العمالة الزرقاء قد تشهد زيادة في التوتر بالنسبة للعمال إذا كان من المتوقع أداء 100٪ من إنتاجية الخمسة أيام في أسبوع مكون من أربعة أيام. ومع ذلك تجعل التطورات في التشغيل التلقائي أسبوع العمل المكون من أربعة أيام ذات الصلة بالعمال الزرقاء.

## المنطق
ظل الدفع نحو تنفيذ أسبوع العمل المكون من أربعة أيام ذو صلة ضعيفة في مكان العمل المعاصر بسبب الفوائد المحتملة المختلفة التي يمكن أن يحققها. على الرغم من أن هذه الفوائد لم يتم اختبارها بشكل كامل إلا أنها تكمن أساسا في زيادة تقليص التكاليف والإنتاجية وتحقيق التوازن بين العمل والحياة. يقوم هذا النظرية على أساس أن الموظفين أو الطلاب الذين يعملون أو يحضرون المدرسة يوما أقل في الأسبوع سيكون لديهم وقتا إضافيا لممارسة الهوايات وقضاء وقت مع العائلة والحصول على نوم أكثر وبالتالي زيادة التحفيز العام.
وبالتالي سيكون هؤلاء الموظفين أو الطلاب أكثر إنتاجية وانتعاشا في العمل أو التعلم مما سيعوض عن اليوم الذي يفتقدونه حيث سيكونون في حالة إرهاق وإجهاد. بالإضافة إلى ذلك من خلال إغلاق مكان العمل أو المدرسة يوما أقل في الأسبوع ستنخفض التكاليف التشغيلية والتكاليف البيئية على حد سواء للشركات والمجتمع.
حيث تم تنفيذ الأسابيع المكونة من أربعة أيام حتى الآن يحصل العمال على توازن أفضل بين العمل والحياة الذي يمكنهم من عيش حياة أكثر سعادة وإشباعا وتتمكن الشركات من استقطاب واحتفاظ بالعمال عاليي الجودة والمرتاحين الذين يقدمون إنتاجية وإبداع أكبر.
وبشكل أوسع يوفر أسبوع العمل المكون من أربعة أيام فرصا لإعادة توازن التوظيف حيث يقلل عدد الأشخاص الذين يعملون بشكل مفرط والعدد الذين يكونون عاطلين عن العمل أو يعانون من نقص في التوظيف. ويسمح أيضا بتحقيق المزيد من المساواة بين الجنسين من خلال تقاسم أكثر تكافؤا للأعمال المدفوعة وغير المدفوعة بما في ذلك الأدوار الرعاية التي تقع بشكل غير متناسب على النساء وتحسين الصحة والرفاهية للعمال وأحبائهم.
وبالإضافة إلى ذلك تشير الأدلة إلى أن تقليص ساعات العمل ليس مفيدا فقط للأشخاص بل أيضا للكوكب. فهو يقلل من استهلاك الطاقة مما يعني تقليل التلوث وفرصة لنعيش بشكل أكثر استدامة ولمواجهة أزمة المناخ.
أظهرت دراسة من جامعة ماساتشوستس أن أسبوع العمل المكون من أربعة أيام سيقلل من أثر الكربون الناتج عن البشر بنسبة تقارب 30%.
زادت الرغبة في ترتيبات العمل المرنة بفعل زيادة العمل عن بُعد خلال جائحة كوفيد-19.

## التجارب النشطة
في عام 2022 قامت مجموعة الدفاع غير الربحية "أسبوع العمل المكون من أربعة أيام عالميا" بإطلاق سلسلة من التجارب لمدة ستة أشهر للشركات في:
- أيرلندا (17 شركة من فبراير حتى أغسطس).
- الولايات المتحدة وكندا (38 شركة من أبريل حتى أكتوبر).
- المملكة المتحدة (61 شركة تشمل حوالي 2900 موظف من يونيو حتى ديسمبر).

يتيح البرنامج للموظفين الحصول على تعويض بنسبة 100٪ عن العمل 80٪ من ساعات العمل المعتادة. يشارك في البرنامج أكثر من 61 شركة تشمل حوالي 2900 موظف. تشمل الشركات المشاركة محلات السمك والبطاطس المحلية والجمعيات الخيرية ومطورو البرمجيات المكتبية ووكالات التوظيف. يتم إجراء الدراسة بواسطة "أوتونومي" وهو مركز بحوث وباحثون من جامعتي كامبريدج وأكسفورد و"أسبوع العمل المكون من أربعة أيام" وهي منظمة تدعم تقليص ساعات العمل. ستشرف على المشروع نخبة من الأكاديميين من جامعة بوسطن في الولايات المتحدة وجامعتي أكسفورد وكامبريدج بالإضافة إلى مركز البحوث "أوتونومي". وقد اعتبرت التجربة ناجحة حيث اختارت العديد من البرامج الاحتفاظ بأسبوع العمل المكون من أربعة أيام بعد انتهاء البرنامج التجريبي كما كان مقررا في الأصل.
- وفي أستراليا ونيوزيلندا (20 شركة من أغسطس حتى فبراير 2023). سيعمل موظفو الشركات المشاركة يوما أقل في الأسبوع دون تخفيض في الأجر. التجربة البريطانية هي أكبر تجربة لأسبوع العمل المكون من أربعة أيام حتى الآن.

منذ جائحة كوفيد-19 قدمت العديد من الحكومات اقتراحات وبدأت في تنفيذ تجارب لأسبوع العمل المكون من أربعة أيام ومنها:
- أعلنت اسكتلندا أنها ستخصص 10 ملايين جنيه إسترليني لإجراء تجربة كجزء من وعدها بالسعي نحو اقتصاد للرفاهية.
- أعلنت إسبانيا عن بدء تجربة طوعية ووطنية لمدة ثلاث سنوات للأسبوع العملي المكون من 32 ساعة.
- توصي السلطات اليابانية في المبادئ التوجيهية الاقتصادية السنوية لعام 2021 بأن تسمح الشركات لعمالها باختيار أن يعملوا أربعة أيام في الأسبوع ضمن مبادرة تهدف إلى تحسين التوازن بين العمل والحياة في البلاد.
- في بلجيكا سمحت الحكومة للموظفين بطلب أسبوع عمل مكون من أربعة أيام عن طريق ضغط الساعات العملية الأسبوعية المعتادة التي تبلغ 38 ساعة.
- اقترحت رئيسة وزراء نيوزيلندا جاسيندا أرديرن ورئيسة وزراء فنلندا سانا مارين كل منهما أسبوع عمل مكون من أربعة أيام كخيار للنظر فيه.

## نتائج التجارب الكبرى

### آيسلندا
أجريت تجربتين في آيسلندا بين عامي 2015 و 2019 حيث تم تقليل ساعات العمل إلى 35 ساعة في الأسبوع دون تخفيض الأجور لـ 2500 عامل وأسفرت النتائج عن "زيادة هائلة" في رفاهية العاملين وتحسين التوازن بين العمل والحياة وتقييمات التوتر من قبل الموظفين وذلك وفقا لمجموعة الأفكار البريطانية "أوتونومي" والجمعية الآيسلندية للديمقراطية المستدامة. وأظهرت النتائج أيضا أن الإنتاجية استمرت على حالها أو تحسنت في معظم أماكن العمل. على الرغم من أنه تم وصف التجربة بأنها "أسبوع عمل مكون من أربعة أيام" إلا أن التجربة تركزت على تقليل ساعات العمل بدلا من ضغطها في أربعة أيام حيث تم تقليلها من 40 إلى 35 أو 36 ساعة في الأسبوع. تمت التجربة في نطاق واسع وشملت أكثر من 1٪ من سكان آيسلندا بأكملها. وقد قامت غالبية الأماكن بتقليل ما بين ثلاث ساعات أسبوعيا وليس ثمان ساعات كما هو مطلوب في أسبوع عمل مكون من أربعة أيام. وقد أدت اتفاقيات تقليل ساعات العمل بعد التجربة إلى تقليل ساعة أو أقل. نتيجة لهذه العوامل اعتبرت التجربة "نجاحا ساحقا" حيث حصل 86٪ من السكان العاملين بأجر على تقليل دائم في وقت العمل من خلال المفاوضات.

### الوصي الدائم في نيوزيلندا
أعلنت شركة الثقة الوصي الدائم في نيوزيلندا في فبراير 2018 أنها ستبدأ تجربة أسبوع عمل مكون من أربعة أيام في مارس 2018. خلال التجربة التي استمرت لمدة ستة أسابيع اختار موظفو الشركة البالغ عددهم أكثر من 240 شخصا يوما في الأسبوع للراحة مع استمرار استلام رواتبهم بالكامل. لاقت التجربة اهتماما إعلاميا دوليا. في نهاية مارس 2018 لاحظ القائم بالتجربة أنها تسير بشكل جيد حيث أفاد الموظفون بأنالتجربة تتيح لهم المزيد من الوقت لأسرهم وهواياتهم وإنجاز قوائمهم المهام وصيانة منازلهم.
تم تتبع التجربة وتقييمها من قبل كلية إدارة الأعمال في جامعة أوكلاند وجامعة التكنولوجيا في أوكلاند. ووصفت التجربة بأنها ناجحة و"رابحة تماما". بعد ذلك قامت الشركة بتوسيع برنامج أسبوع العمل المكون من أربعة أيام بشكل دائم. شهدت التجربة زيادة في الإنتاجية ومستويات التفاعل مع العملاء ومشاركة الموظفين وتقليل مستويات التوتر لدى الموظفين وتحسين التوازن بين العمل والحياة. ظلت إيرادات الشركة مستقرة في حين تراجعت التكاليف بسبب استخدام أقل للطاقة خلال الفترة.
أثارت التجربة اهتماما إعلاميا في نيوزيلندا وعالميا. وصف وزير علاقات العمل في نيوزيلندا إين ليس-غالواي التجربة بأنها "مثيرة للاهتمام".
تم تقديم المبادرة من قِبَل بارنز كوسيلة للمساعدة في سد فجوة الأجور بين الجنسين وزيادة التنوع في قوى العمل. كما اعتبر بارنز هذه الخطة نموذجا محتملا لمكان العمل في المستقبل مما يضمن جاذبية الشركات للأجيال الجديدة ويخفف من ازدحام حركة المرور في أوكلاند.
ومع ذلك بينما اعتبرت أسابيع العمل المكونة من أربعة أيام ناجحة لمعظم الأشخاص إلا أنه لم يكن بمقدور الجميع المشاركين في تجربة الشركة التكيف حيث أبلغ بعضهم عن زيادة الضغط لإنجاز العمل في إطار زمني أقصر خاصة فيما يتعلق بالمواعيد النهائية.

### مايكروسوفت اليابان
أجرت مايكروسوفت اليابان تجربة لأسبوع عمل مكون من أربعة أيام في صيف عام 2019 حيث منحت العاملين إجازة مدفوعة في يوم الجمعة. في الوقت نفسه قلصت مدة معظم الاجتماعات من ساعة كاملة إلى نصف ساعة وحددت الحضور بخمسة موظفين. خلال فترة التجربة أفادت الشركة بتقليل تكاليف الكهرباء بنسبة 23٪. وزادت مبيعات لكل موظف بنسبة 40٪ خلال نفس الفترة في العام السابق.

### المملكة المتحدة
بحسب يوليو 2022 تعترف أكثر من 80 شركة ومنظمة في المملكة المتحدة بتنفيذ أسبوع عمل مكون من أربعة أيام وبواقع أقل من 35 ساعة حيث أن معظمها يعمل أقل من 32 ساعة. تشمل هذه الشركات: شركة الاستشارات ثينك بروداكتف التي تعمل بأسبوع عمل مكون من أربعة أيام منذ عام 2011 وشركة بورتكوليس ليغالز في بلايموث التي أبرزت تحسينا في الإنتاجية ومستويات التوتر بين الموظفين مع زيادة مستويات الرضا بين العملاء وشركة المحاسبة وايفيلد في كورنوال وشركة بيرفوت للهندسة في بريستول وديفون وشركة ألعاب بيغ بوتاتو غيمز وبنك أتوم ووكالة التوظيف تشارلتون موريس في ليدز وشركة تصنيع سي إم جي للتكنولوجيا في سافولك التي تعمل بأسبوع عمل مكون من أربعة أيام منذ عام 2015 وشركة غونفهو للتسويق في دورست وشركة هندسة هايفيلد للحلول الاحترافية في ساوثهامبتون وشركة تصنيع البيرة فولت سيتي في إدنبرة.
من بين الشركات المشمولة في الدراسة أجابت 41 شركة على استطلاع في منتصف الخطة. وأبلغ ما يقرب من 86٪ من المشاركين في الاستطلاع بأنهم سيستمرون في اتباع إرشادات أسبوع العمل المكون من أربعة أيام بعد انتهاء التجربة. وفقا لـ "أسبوع العمل المكون من أربعة أيام" شعر الموظفون بتخفيض في نفقات رعاية الأطفال والتنقل مما أدى إلى توفير سنوي متوسط قدره 3232.40 جنيه إسترليني أو حوالي 269.36 جنيه إسترليني شهريا للوالدين اللذين لديهما طفلان. وبينما يزعم 50٪ من العمال تحسين الإنتاجية خلال هذه الفترة أعلن مركز تكنولوجيا التصنيع أنه سيقدم بشكل دائم أسبوع عمل مكون من أربعة أيام لـ 820 موظفا لديه (على الرغم من أن عدد ساعات العمل سيكون 36 بدلا من 48). ووفقا لجامعة لوفبورو التي أجرت دراسة خارجية كانت ردود فعل الموظفين "إيجابية بشكل ساحق" وكانت هذه السياسات من بين أهم العوامل التي جذبت الموظفين الجدد. ووفقا لنتائج الاستطلاع كان الحفاظ على "توازن بين العمل والحياة" أمرا مهما بالنسبة للمشاركين. ومع ذلك وجدت بعض الشركات في الخطة أن التحول إلى ساعات عمل مخفضة كان "أكثر صعوبة".
لأول مرة في جهة حكومية محلية في المملكة المتحدة قرر مجلس منطقة ساوث كامبريدجشير تجربة أسبوع العمل المكون من أربعة أيام (30 ساعة عمل في الأسبوع) لنحو 470 موظفا يعملون في المكاتب. سيحصل الموظفون على نفس التعويض الكامل للوقت الكامل خلال التجربة التي ستستمر لمدة ثلاثة أشهر اعتبارا من يناير 2023. ووفقا لزعيمة المجلس بريدجيت سميث ستحسن هذه القرارات رفاهية الموظفين. وصرح جو رايل مدير حملة أسبوع العمل المكون من أربعة أيام: "إن قرار مجلس منطقة ساوث كامبريدجشير بوضع خطط لتجربة أسبوع العمل المكون من أربعة أيام كأول جهة حكومية محلية في المملكة المتحدة هو تاريخي ويجب أن يُشيد به". ومع ذلك انتقد أنتوني بروان عضو البرلمان عن ساوث كامبريدجشير هذه الخطوة واتهم مجلس منطقة ساوث كامبريدجشير بـ "تحميل الضرائب للامتياز".
كانت هناك خطة لتمديد التجربة حتى أبريل 2024 ولكن في يونيو 2023 أمر وزير الحكومة المحلية لي رول المجلس بإنهاء التجربة لأنها لم تكن مسموحة بموجب قانون الحكومة المحلية. وبالرغم من المعارضة من الوزراء المحافظين بدعم من تحالف دافعي الضرائب سيتم تقديم ساعات عمل أقل في مجلس مدينة كامبريدج المجاور ويقال إن ثماني جهات حكومية أخرى في إنجلترا تفكر في اختبار أسابيع عمل أقل. كان مجلس مدينة غلاسكو يراقب برامج التجربة ووصف أسبوع العمل المكون من أربعة أيام بـ "موقفا طموحا".
فيما يتعلق بالتجربة العالمية لأسبوع العمل المكون من أربعة أيام التي نظمتها مؤسسة الأفكار أوتونومي وباحثون من جامعة كامبريدج وجامعة أكسفورد شملت التجربة 61 شركة وما يقرب من 3000 عامل. تشير نتائج التجربة إلى أن أكثر من تسعة من كل عشر شركات اعتمدت أسبوع العمل المكون من أربعة أيام في المملكة المتحدى ستواصل استخدام هذه الطريقة المرنة للعمل. وعلى وجه التحديد قررت 18 شركة الاستمرار في تطبيق أسبوع العمل المكون من أربعة أيام بشكل دائم في حين ستواصل 38 شركة التجربة. خلال فترة التجربة ارتفعت إيرادات الشركات المشاركة بمتوسط أكثر من ثلثين مقارنة بنفس الفترة في عام 2021 وانخفض عدد الموظفين الذين يغادرون الشركات بشكل كبير.
تمت مناقشة أسبوع العمل المكون من أربعة أيام في مجلس اللوردات في 5 سبتمبر 2022 عندما سألت البرونسيس بينيت من مانور كاسل عما إذا كانت الحكومة تنوي اتخاذ هذا التدبير خاصة بعد أن أعلن جايكوب ريس-موج تشديد الرقابة على الوقت المرن. أكد اللورد كالانان أن الحكومة تقيم التدبير. ووفقا لبيتر داود عضو البرلمان عن بوتل في ميرسيسايد فإن تقليص ساعات العمل إلى 32 ساعة في الأسبوع سيوفر "لكل عامل بريطاني فرصة الانتقال إلى أسبوع عمل مكون من أربعة أيام". وأضاف داود: "أنا أقدم هذا القانون لأننا نتأخر كثيرا في تقليص الأسبوع العمل". تمت مناقشة مشروع القانون لتحديد أسبوع العمل المكون من أربعة أيام في مجلس العموم في 18 أكتوبر 2022. قبل أن يصبح قانونا يجب أن يمر بنجاح بعدد من المراحل.
في سبتمبر 2023 أعلنت الحكومة الاسكتلندية تجربة الأسبوع العمل المكون من أربعة أيام بحلول نهاية عام 2023.

### حكومة ولاية يوتاه
في عام 2008 بدأ موظفو حكومة ولاية يوتاه بالعمل لمدة عشر ساعات في اليوم من الاثنين إلى الخميس. من خلال إغلاق مكاتب حكومة الولاية يوم الجمعة كانت الولاية تأمل في توفير تكاليف التشغيل مثل الكهرباء والتدفئة وتكييف الهواء والبنزين للمركبات التابعة للدولة. ولكن في عام 2011 انتهت ولاية يوتاه من هذا التدبير بعد أن صوت المجلس التشريعي للولاية لصالح تشريع أسبوع العمل خمسة أيام على الرغم من الاعتراضات الحاكم غاري هيربرت. وقد اعتمدت العديد من الحكومات المحلية جداول أعمال بديلة على مدار السنوات.

### مدارس الحكومة العامة في الولايات المتحدة الأمريكية
نظرا لمشاكل الميزانية أغلقت مدارس هاواي يوم الجمعة في 17 مناسبة في عام 2010. وفي عام 2002 تم الإبلاغ عن تغيير أكثر من 100 حوض مدرسة في المناطق الريفية في الولايات المتحدة إلى أسبوع مدرسي مكون من أربعة أيام حيث تم تمديد ساعات الدراسة في كل يوم بساعة أو أكثر. وكانت التغييرات عادة ما تتم لتوفير المال في مجالات النقل والتدفئة والمعلمين البديلين.
ووفقا لدراسة عام 2021 التي درست أسابيع المدارس المكونة من أربعة أيام في ولاية أوريغون تبين أن التحول إلى أسابيع المدارس المكونة من أربعة أيام أدى إلى انخفاض في درجات الاختبار في القراءة والرياضيات.

### التعليم العالي في الولايات المتحدة الأمريكية
في يناير 2022 أعلنت كلية دي يوفيل تحولها إلى أسبوع عمل مكون من أربعة أيام و32 ساعة لجميع الموظفين والإداريين دون أي تغيير في رواتبهم أو فوائدهم. وكان الموظفون يعملون سابقا 37.5 ساعة في الأسبوع. وكان هذا المبادرة تتبعا لبرنامج تجريبي في عام 2020 حظي بتقدير من الموظفين. ووصفت البرنامج على أنه تجربة لمدة ستة أشهر.

### الخدمة المدنية في غامبيا
خلال عهد الرئيس يحيى جامي تم تقديم أسبوع عمل مكون من أربعة أيام للموظفين العاملين في القطاع العام في غامبيا اعتبارا من الأول من فبراير 2013. تم تحديد ساعات العمل من الاثنين إلى الخميس من الساعة 8:00 صباحا حتى الساعة 6:00 مساء وتم تعيين يوم الجمعة كيوم راحة لتمكين السكان من قضاء وقت أكثر للصلاة والزراعة. تم إلغاء هذا القرار في أوائل عام 2017 من قبل خليفته الرئيس آداما بارو الذي أصدر مرسوما بتقليل ساعات العمل إلى نصف اليوم يوم الجمعة.